# Hohle Fels
Hohle Fels (Zwabisch voor "holle rots") is een grot en archeologische vindplaats in de Schwäbische Alb in Zuidwest-Duitsland. In deze grot nabij Schelklingen werden verschillende bewoningslagen uit het Aurignacien gevonden.
De eerste vondsten werden al gedaan in de 19e eeuw.
In 2002 werden in twee bewoningslagen drie ivoren figuren gevonden door Nicholas Conard van de Universiteit van Tübingen. Deze drie beeldjes zijn door intensief gebruik sterk gepolijst. Een paardenhoofd is vermoedelijk 30.000 jaar oud. De twee andere beelden zijn tussen 31.000 en 33.000 jaar oud. Een figuur werd geïdentificeerd als een leeuwenman, op basis van de overeenkomsten van de leeuwmens van Hohlenstein-Stadel uit dezelfde regio. Het gaat om een klein beeld van een mensenfiguur met het hoofd van een leeuw. Dit kleine beeldje wijst op het bestaan van sjamanistische gebruiken. Een ander beeldje uit dezelfde periode stelt een vogel in vlucht voort. De bek, het hoofd met een oog, de nek, de vleugels langs het lichaam en de staart zijn goed gevormd. Het stelt waarschijnlijk een eend of gans voor. Het gaat om de oudst bekende voorstelling van een vliegende vogel.
In 2008 werd door het team van Conard de Venus van Hohle Fels gevonden in een nog oudere bewoningslaag. Deze is tussen 35.000 en 40.000 jaar oud. In datzelfde jaar is in de grot, een fluit gevonden van 35.000 jaar oud, gemaakt uit het bot van een vale gier. Dit was de oudste fluit ooit gevonden.
De grot van Hohle Fels is als onderdeel van de Grotten en kunst uit de ijstijd in de Zwabische Jura erkend als Werelderfgoed van UNESCO.